# Dwejra Tower

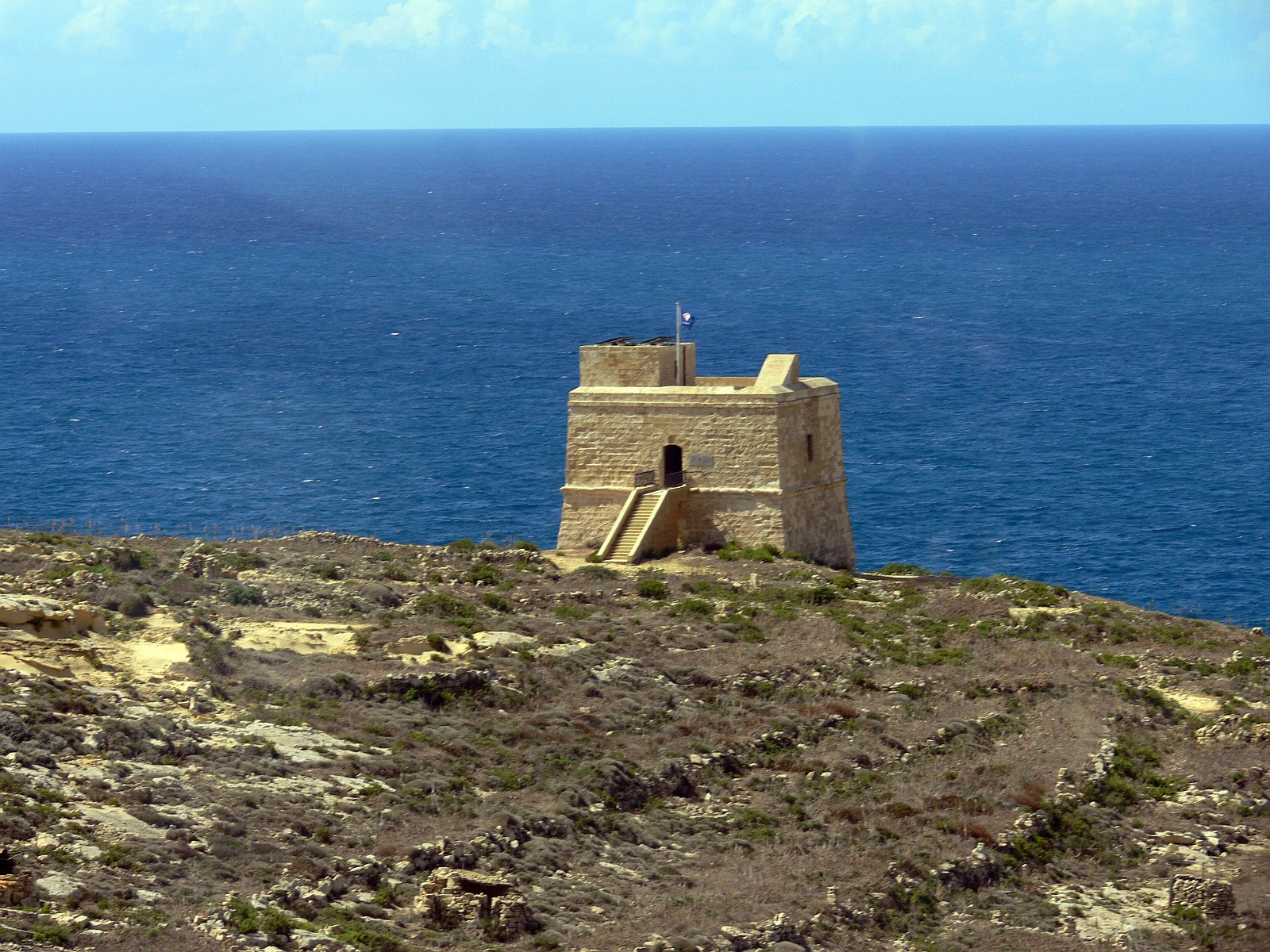
Dwejra Tower (Landseite)

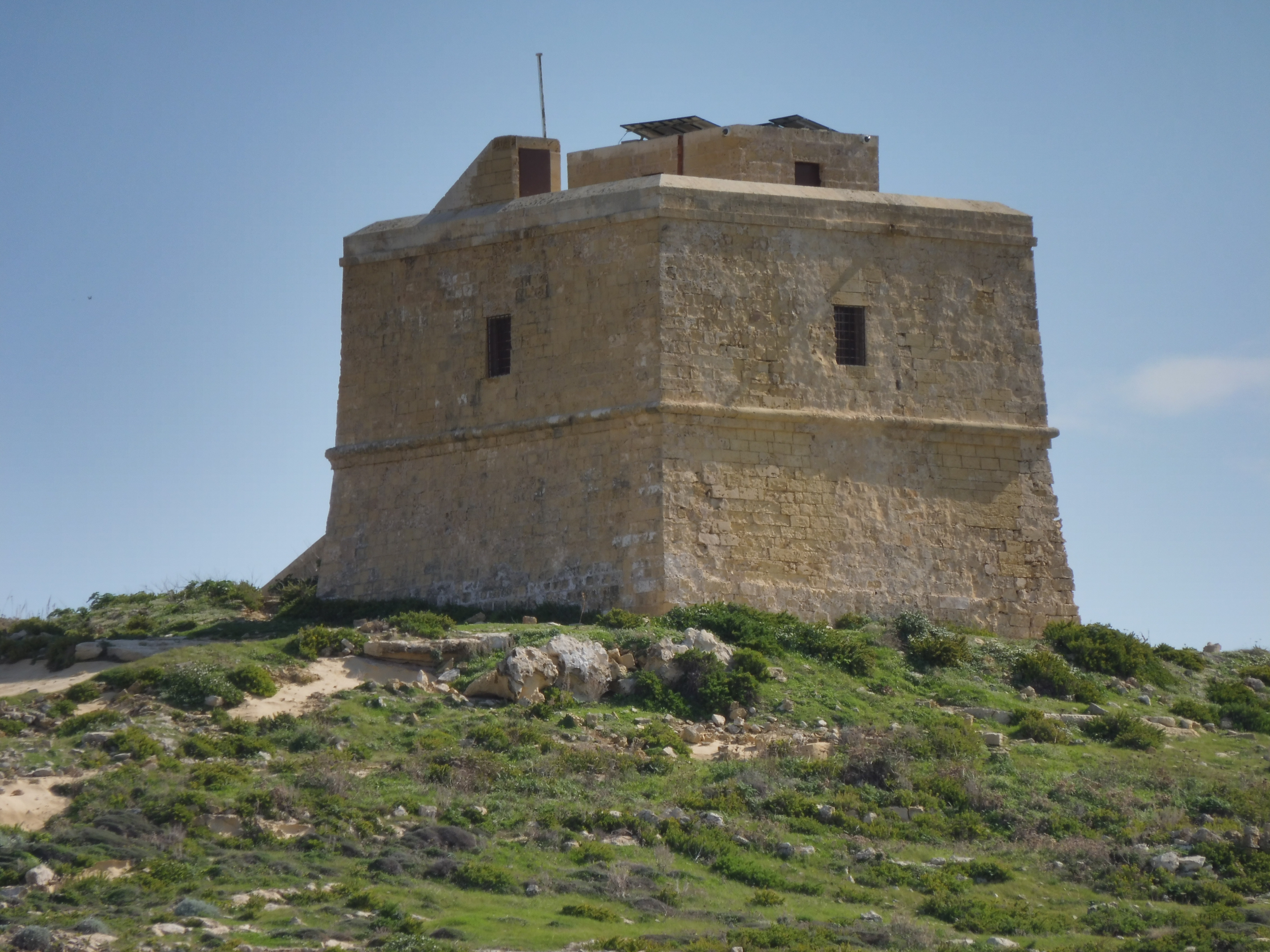
Dwejra Tower (Seeseite)

Dwejra Tower (maltesisch Torri tad-Dwejra) ist ein Wehrturm auf der zu Malta gehörenden Insel Gozo.

## Beschreibung
Der Turm steht in der Nähe der Inland Sea und des ehemaligen Azure Window auf der Insel Gozo. Er hat eine quadratische Grundfläche von 6 × 6 m und eine Höhe von 11 m. Der Ort Dwejra gehört zur Gemeinde San Lawrenz.
Der Innenraum bestand aus zwei Stockwerken. Der Zugang erfolgte von außen im Obergeschoss.

## Geschichte
Dwejra Tower wurde 1652 unter der Herrschaft des Großmeisters Jean de Lascaris-Castellar fertiggestellt. Finanziert wurde er vom damaligen Regierungskollegium Gozos, der Universita’. Befehlshaber des Turms war ein Capo Mastro oder Kastellan, ihm oblag es auch, durch Salzsieden Geld für den Unterhalt des Turms zu verdienen. Wie fast alle Lascaris Towers war er als Wachposten ausgelegt, um frühzeitig vor herannahenden feindlichen Schiffen zu warnen.
Noch im 18. Jahrhundert war der Turm bemannt und mit zwei Sechspfündern bewaffnet, die allerdings eher zur Signalabgabe dienten und nicht für den Kampf ausgelegt waren. Zwischen 1839 und 1873 bestand die – nunmehr britische – Besatzung des Turms aus Soldaten der Royal Malta Fencible Artillery, dann wurde er aufgegeben. Im Sommer 1914 erhielt der Turm erneut eine Besatzung aus Soldaten des King’s Own Malta Regiment sowie der Royal Malta Artillery, die nun mit zwei, später vier Zwölfpfündern ausgerüstet waren und die Küste Gozos überwachten. Auch während des Zweiten Weltkriegs diente Dwejra Tower als Wachturm. 1942 wurde von hier aus der Absturz eines Spitfire-Jägers der Royal Air Force in die Dwejra Bay beobachtet, der Pilot konnte von der Turmbesatzung gerettet werden.
1956 wurde der Turm auf die Dauer von 50 Jahren an einen Privatmann verpachtet, er kam später jedoch leihweise in den Besitz von Dín l-Art Ħelwa. Diese Organisation begann 1997 mit Restaurierungsarbeiten, die 1999 beendet waren. Hierbei wurde ein Großteil der Steinblöcke im Außenbereich ausgetauscht, im Inneren wurden Steinfliesen verlegt.